# Индоарийские народы

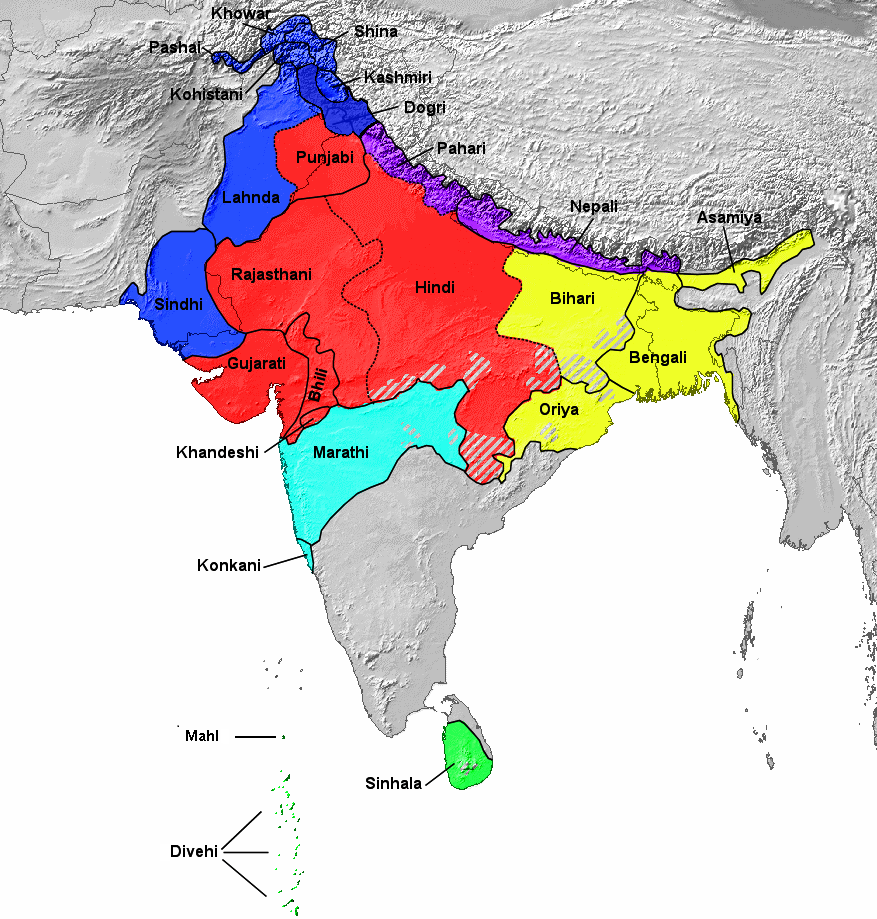
Распространение индоарийских языков

Индоари́йцы (также индоа́рии) — общность народов, разговаривающих на индоарийских языках, наряду с иранцами одна из двух основных арийских ветвей. Проживают преимущественно в Индии, Пакистане и Шри-Ланке, Бангладеш, Непале и на Мальдивских островах, также распространены в Афганистане и в Восточном Туркестане, носители цыганских наречий распространились по странам Ближнего Востока, Средней Азии и Европы.